# 黄玉庭
黄玉庭（1912年—1991年），中国人民解放军将领、中国人民解放军开国少将。
曾任中国人民解放军广州军区空军预科总队总队长（15师师长）。1955年，授予中国人民解放军少将。